# Heinrich I. von Burgau
Heinrich I. von Burgau († wahrsch. 15. April 1242) war als Heinrich III. Graf von Berg mit Sitz auf der Burg Berg bei Ehingen (Donau) und als Heinrich I. der erste Markgraf der Markgrafschaft Burgau aus dem Haus Berg.

## Leben
Heinrichs früheste Erwähnung ist im Wettenhauser Homiliar vermerkt, als er und seine Eltern 1205 mit diesem Kloster einen Gütertausch vereinbarten. In der Abschrift einer Kaufurkunde des Klosters Salem (später: Reichsabtei Salem) von ca. 1211 bis vor 2. April 1212 (Fischershausen bei Wiblingen) erscheint Heinrich III. von Berg erstmals als Graf Heinrich (I.) von Burgau. 
Heinrichs Vater war Graf Ulrich I. von Berg und seine Mutter Adelheid eine Tochter des Markgrafen Heinrich von Ronsberg. Mit dem Tod ihres Bruders Berthold am 2. April 1212 starben die Ronsberger Markgrafen im Mannesstamm aus und der Titel wurde auf Adelheids Sohn Heinrich übertragen. 
In einer ca. zwischen Juli 1214 bis September 1216 datierten Schenkungsurkunde des Grafen von Dillingen Hartmann IV. für das Kloster Kaisheim wird Heinrich I. bereits als Markgraf von Burgau bezeichnet. Am 28. April 1215 wird Heinrich I. in zwei Urkunden des Bischofs Konrad von Konstanz als Markgraf von Berg tituliert. Erst nach 1219 erscheint er regelmäßig mit dem Attribut von Burgau.
Die Herkunft seiner Ehefrau Adelheid ist nicht sicher belegbar. Mehrere Indizien lassen vermuten, dass sie eine Tochter der letztmals 1184 erwähnten Edlen von Schelklingen war. Markgraf Heinrich wurde ab Oktober 1234 als Besitzer dieser Herrschaft erwähnt und urkundete in Schelklingen am 11. Januar 1240 mit Frau und beiden Söhnen, wobei sich sein Sohn Ulrich später Graf von Berg-Schelklingen nannte.
Heinrich I. war ab 1213 mehrmals bei Hoftagen des Königs Friedrich II. anwesend und folgte diesem 1225 nach Italien. Er begleitete dessen Sohn König Heinrich VII. 1232 nach Cividale del Friuli und erscheint in einer Reihe von Urkunden, die Kaiser Friedrich II. in Udine ausstellte. Obwohl Heinrich I. ab Mitte 1231 wiederholt am Hof des Königs Heinrich VII. erscheint und lange als dessen Sympathisant gilt, hielt sich der Markgraf in der entscheidenden Phase (1234/35) aus den Auseinandersetzungen zwischen Kaiser Friedrich II. und dessen rebellierendem Sohn Heinrich VII. heraus. Ein hartnäckiger Streit um Besitz und Vogtei der Kirche von Kirchbierlingen (bei Berg), dem heutigen Stadtteil von Ehingen (Donau), mit dem Kloster Marchtal ist in einem Dutzend Urkunden von April 1215 bis 10. März 1254 dokumentiert. Nach dem Tod von Markgraf Heinrich I. war ab 1242 noch Graf Ulrich II. als Erbe der Besitzungen um Berg mit diesen Differenzen befasst, in die sich wiederholt der Bischof von Konstanz einschaltete. Am 28. Juni 1241 wird Markgraf Heinrich I. letztmals in einer Schenkungsurkunde erwähnt, in der ihn Graf Ludwig III. von Öttingen als Schwiegervater bezeichnet. Er verstarb vor dem 15. Mai 1242, nach dem Nekrolog des Klosters Kaisheim wahrscheinlich am 15. April 1242.
Die Markgrafschaft Burgau (-Berg) wurde zwischen seinen Söhnen aufgeteilt: Graf Ulrich II. von Berg erhielt die Stammlande der von Berg westlich der Iller und Holzheim (Krs. Neu-Ulm), Markgraf Heinrich II. von Burgau die Gebiete östlich der Iller mit Burgau. Dem bisherigen Wappen und Siegel der Markgrafschaft Burgau(-Berg) wurde in der abgeteilten Markgrafschaft Burgau eine Lilie beigefügt. Heinrichs I. Witwe Adelheid urkundete letztmals am 19. März 1252 mit einer Jahrtagsstiftung für sich und ihren Gatten beim Kloster Kaisheim.
Neben den beiden Söhnen hatte das Markgrafenpaar nach den Quellen drei Töchter: Sofia war mit Ulrich III. von (Gundelfingen-)Hellenstein verheiratet und wahrscheinlich in zweiter Ehe mit Graf Gottfried III. von Löwenstein (bei Heilbronn). Eine Tochter unklaren Namens war die Gattin von Graf Hugo II. von Montfort. Eine dritte Tochter, deren Namen ebenfalls unerwähnt bleibt, war die Gemahlin des Grafen Ludwig III. von Öttingen.